# Ulica 3 Maja we Włocławku
 Ulica 3 Maja  - należy do najważniejszych ulic Śródmieścia we Włocławku, jest głównym deptakiem miasta. Biegnie od Starego Miasta w kierunku południowym na plac Wolności. Ma 560 m długości. Zabudowa ulicy to głównie dwupiętrowe kamienice. Dolne kondygnacje zajmują lokale handlowe i usługowe, pozostałe kondygnacje - mieszkania.